# Himerta unicolorata
Himerta unicolorata là một loài tò vò trong họ Ichneumonidae.